# Mud Mound

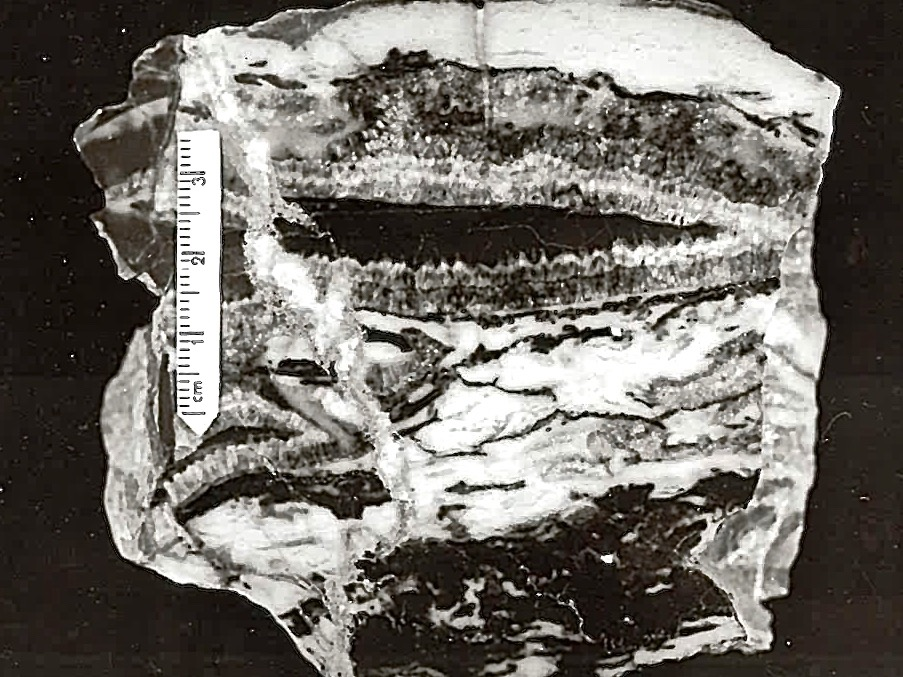
Rübeländer Mud Mound (Elbingeröder Komplex): Mikrit mit Stromatactis-Gefüge

Mud Mounds (engl. „Schlammhügel“) sind biogene Strukturen, die überwiegend aus feinkörnigem Kalk (Mikrit-Anteil über 50 %) bestehen und im ruhigen Wasser tieferer Becken, in Lagunen oder auch an untermeerischen Hängen vorkommen.
Direkt am Gerüst der Struktur sind meist keine größeren Organismen beteiligt, obwohl Schwämme und andere Tiere und Pflanzen Teil des Ökosystems Mud Mound sein können (im Gegensatz zu modernen Korallenriffen, die aus einem Korallen-Gerüst und anderen skelettbildenden Organismen bestehen). 

## Geschichte
Der Begriff wurde erstmals benutzt für Karbonatkörper in der Florida Bay, deren Ursprung auf sedimentfangende marine Gräser zurückgehen. Epibiontische Organismen auf den Gräsern sorgen für eine zusätzliche Produktion von Karbonatpartikeln. Heute wird der Begriff meist viel weiter gefasst.

## Entstehung
Folgende Prozesse werden für die Entstehung von Mud mounds im weiteren Sinn genannt:
- Anreicherung von feinem Sediment durch Strömungen und Wellen
- lokale Sedimentablagerungen durch sedimentfangende Organismen
- Stabilisierung von Sediment durch inkrustierende Organismen
- ein dünner Überzug von gerüstbildenden Organismen
- Zementation.

An den Flanken von Mud Mounds werden häufig Slumping-Strukturen beobachtet. Ein weiteres Charakteristikum vieler paläozoischer Mud Mounds sind Hohlraumgefüge, die Stromatactis-Gefüge.